# Brachylophus
Brachylophus es un género de iguánidos de la familia Iguanidae.
Son endémicas de las islas Fiyi y Tonga, aunque las de estas últimas islas están extintas desde la prehistoria.

## Especies
Se reconocen las siguientes:
- Brachylophus bulabula Fisher, Harlow, Edwards & Keogh, 2008
- Brachylophus fasciatus (Brongniart, 1800)
- Brachylophus vitiensis Gibbons, 1981
- † Brachylophus gibbonsi Pregill & Steadman, 2004[2]